# Acto (medida)
Acto era una medida agrimensoria en la antigua Roma. 
Había tres clases de actos: 
- el magnus, contenía 240 pies (72 m.) de longitud, sobre 120 (36 m.) de anchura y también se le llamaba bis-cuadratus; equivalia a un arpante
- el mayor, formaba un cuadrado de 120 pies (36 m.) cúbicos; por lo que se le daba el nombre de cuadratus;
- el minimus, tenía 120 pies (36 m.) de longitud sobre cuatro de anchura y era la mitad de jugerum